# モンキー・D・ルフィ
モンキー・D・ルフィ（モンキー・ディー・ルフィ、Monkey D. Luffy）は、尾田栄一郎の漫画『ONE PIECE』に登場する架空の人物であり、同作品の主人公。

## 人物
海賊「麦わらの一味」船長。異名は「麦わらのルフィ」。「最悪の世代」の一人。夢は、命の恩人・シャンクスとの再会を果たすこと、そして「ひとつなぎの大秘宝（ワンピース）」を見つけて海賊王になること。「東の海（イーストブルー）」のフーシャ村出身。動物系幻獣種の悪魔の実「ヒトヒトの実 モデル"ニカ"」（「ゴムゴムの実」）の能力者。全身がゴムの「ゴム人間」。「覇王色の覇気」の持ち主。一人称は「おれ」。

### 容姿・服装
常に被っている麦わら帽子がトレードマーク。左目の下には、幼い頃シャンクスに海賊になる覚悟を示すために自らナイフで付けた傷がある。新世界編からは胸に大きなX字形の傷跡がある。
この帽子は、幼少時代にシャンクスから「いつか立派な海賊になって返しに来い」と言って預けられたものである。そのため帽子はシャンクスとの絆の証である「宝」で、シャンクスや帽子を馬鹿にされるもしくは傷つけられる、また、自身が仲間と認めた者以外に触られた際には激怒する。戦闘前には一時的にこれを仲間に預ける事がある。なお、この帽子の最初の所有者はロジャーで、シャンクスがロジャー海賊団に所属していた時に彼から譲り受けたものである。
基本的に動きやすい服装・環境に適した服装を好む。作者曰く「彼がお洒落なアイテムを身につけている場合、それはナミ・ウソップ・サンジ・ロビンの誰かによるものである」とのこと。
- 1話から赤いベストにデニム生地の青色の半ズボン・草履を履いており、これが標準的な服装となっている。
- ドラム島・アラバスタ王国ではそれぞれ環境に合わせて上着を羽織っていた。
- 空島では、リストバンド・腕輪を身に着けていた。
- デービーバックファイトでは、巨大なアフロのカツラ・赤いグローブ・赤い半ズボンに替え、胸には青緑色の髑髏のペイントをしていた。
- 海列車で、青色の半ズボンから黒色の半ズボンに着替える。
- スリラーバークでは、オレンジ色のベストと赤い半ズボンを着用。スリラーバークの戦闘後、ガラスのバンド（キャプテン・ジョンのトレジャーマーク）を左腕に身につける。
- シャボンディ諸島では、青いベストを着用。ズボンの色は赤だが、アニメでは黒になっている。
- アマゾン・リリーでは、上記のシャボンディ諸島での戦闘でボロボロになった服のかわりに、マーガレットが水色のベストにフリルや刺繍をつけてプレゼントした。これらは後にマーガレットによって取り除かれ、普通のベストになった。
- インペルダウンでイワンコフの治療による復活以降は黄色のベストを着用。
- 「16点鐘」の行動の際、各地に飛ばされた麦わらの一味の仲間に向けて「3D2Y[注 2]」というペイントを右肩に施した。
- 2年後の新世界編では、赤い長袖のベスト（カーディガン）に、以前と同じ青色の半ズボン、黄色の腰巻を着用。
- パンクハザードでは、ケンタウロス巡回部隊から奪った赤と白のストライプ柄のコートと黄色の耳当てを着用。
- ドレスローザでは黒地にヒマワリ柄のアロハシャツを着用。素性を隠すためにサングラスとつけひげを着用し、麦わら帽子も黒い帽子をさらに被ることで隠している。コリーダコロシアムではサングラスを外し、兜・マントを装備している。
- ホールケーキアイランドでは白地・長袖のベストに赤い半ズボン、黄色の腰巻を着用。
- ワノ国では飛徹に貸してもらった着物を着用し、常に長い楊枝を咥えている（モチーフは『木枯し紋次郎』[3]）。鬼ヶ島突入時には赤い長袖ベスト・オレンジ色の半ズボン・紫色の腰巻を着用し、黒いコートを羽織っている。
- エッグヘッドでは、ベガパンクの研究所で手に入れた赤色の研究服を着用し、赤の手袋とDOMシューズを身につけている。
- エルバフでは、ロードに着せられたヴァイキング風の衣裳を着用している。

### 性格
非常に好奇心旺盛で、大の冒険好き。「夢・信念・仲間」のためなら死をも恐れない。自分一人だけでは何もできず、仲間たちのおかげで航海ができていることを強く認識しており、それゆえ仲間のことを何よりも大切に思っている。同時に自身が強くなることで仲間や友達を守るべきだと考えており、周囲からの信頼も厚い。普段は豪放磊落に振舞う一方で、他者の感情の機微には極めて察しが良く、特にルフィ自身が夢を追い続けていることから「夢が汚される苦しみ」を人一倍理解している。また、寂しがり屋の一面がある。
底抜けの楽観主義者。かなりのお調子者でもあり、ウソップやチョッパーとよくふざけ合っている。後先を考えない行動がトラブルを招くこともしばしばあるが、どのような困難にも臆さず立ち向かう姿勢には、好感を抱いている者も多い。
作中屈指の大物たちにはその器を認められ、海賊王ゴール・D・ロジャーを知る者からは「ロジャーに似ている」と度々感じ取られている。ミホークは、次々と他人を味方に付けるルフィの力を「この海において最も恐るべき力」と称している。
単純明快な性格ゆえ、催眠術や暗示などを用いる相手には極端に弱く、苦戦を強いられることが多い。また、嘘をつくことも苦手。ゾロほどではないが方向音痴でもある。理論的な話も苦手で、主にナミから科学的な現象を説明されても理解できず、「不思議○○か」と勝手に納得することも。詳しい説明よりも「不思議｣という単語を含めて説明した方が呑み込みが早い。記憶力も悪く、過去に対戦したことのある相手すら忘れていることもある。さらに無頓着な性分も相まって、世間知らずなところも多い。
一方で、理想ばかりではなく過酷な現実を直視する覚悟と、それでも諦めない責任感を併せ持っている。仲間が戦っている時には、当人の意志を尊重してどれだけの不利や劣勢であっても決して手を出さない（ただし、相手側があまりに卑劣な手段を用いた際は、それを制止することもある）。
敬語や丁寧語を用いることは極めて少ない。立場・性別・年齢・種族を問わず誰に対しても対等に接し、気に入った者を仲間に誘うこともある。しかし仲間や部下を平然と傷つけたり、人の夢や信念を汚したりする人物や行為は激しく嫌う。幼少期の一件から山賊にもいい印象を持っておらず（親交があるダダン一家は例外）、海賊を毛嫌いする人に対しても仕方がないと考えている。
基本的に恋愛には興味がなく、また美醜感覚は疎い。老若男女を魅了するハンコックの能力も通用しない。しかし、ボン・クレーがナミに化けて服を脱いだ時や、アラバスタで女風呂を覗きナミの裸を見た時には反応していた。作者曰く、ウソップが横にいる時のみ彼につられて「修学旅行の悪ノリ」で色気に反応するらしい。

### 信条
ルフィにとっての「海賊王」とは、偉い者や支配者ではなく誰よりも「自由」であることであり、海賊として名を上げることが一番ではないという。
ヒーローになることを嫌っている。その理由として、「ヒーローは好きだけど、海賊と違いヒーローは肉を人に分け与えるから」と語っている。
海賊王とは別に幼い頃から何らかの夢を抱いている。内容は不明だが、常人はまず思いつかないもののようで、ルフィの夢を聞いた者は思わず笑い転げたり呆れたりしている。シャンクスやヤマトによると、かつてロジャーも同じことを言っていたという。

### 食事
無類の大食漢であり、一味の生活費の大半が彼の食費に消える。特に肉料理が大好物。ナミによると生きているだけで人の3倍のエネルギーを消費するらしく、満腹になるまで暴食すると瞬間的に太るがすぐに元に戻る。歯が欠けても牛乳を飲むだけで治る。ルフィを匿っていたハンコックによれば、「一食100kg以上で1日5回」も食べる。一応食欲には限度があり、クラッカー戦でビスケットを夜通し食べたときは音を上げていた。一味の食糧を盗み食いする事も多く、サンジを怒らせる事が多々ある。ウォーターセブン編では寝たまま食べる技を身につけた。ただし、アラバスタ編でトトが真剣に集めた貴重な水を、喉が渇いても我慢して飲まないようにするなどの自制心は持ち合わせている。
大の宴好きだが酒はあまり好きではなく、作者は「ポテンシャルはあると思うんですが、何せ食べる優先です」と語っている。アニメ48話ではバーでラムを勧められても、「おれは酒は飲まない」と断って牛乳を飲んでいた。
なお、本人も認めているように、料理の腕は非常に悪い。

### あだ名
相手の特徴や名前をもとにしたあだ名を躊躇なくつける。例として、トラファルガー・ローは「トラ男」、スモーカーは「ケムリン」、バギーは「赤っ鼻」、クロコダイルは「砂ワニ」と呼ぶ。
また、中年（老年）男性は「○○のおっさん（例：アイスバーグ→アイスのおっさん）｣、オカマキャラは「○○ちゃん（例：ボン・クレー→ボンちゃん）」と呼ぶことが多い。
なおルフィ自身は、仲間や親しい人物からは名前で、他の海賊や、海軍等の敵キャラクターからは異名である「麦わら」と呼ばれることが多い。

## 関係者
肉親については、父親と父方の祖父が登場しているが、母親は未だ登場しておらず、その生死についても不明。理由として作者は、「男の子は母親を離れてから冒険に出る。冒険物語が描きたいので母親は登場しない」と述べている。
モンキー・D・ドラゴン
ルフィの父。革命軍総司令官。
ルフィは当初その存在を知らず、ウォーターセブンで再会したガープによって、初めて彼が自分の父親であることを知らされ、ゾウ編での報道で初めて顔を知った。ドラゴンはローグタウンでルフィの「偉大なる航路」進出を見届けており、いつの日か再会することを望んでいる。
モンキー・D・ガープ
ルフィの祖父で、ドラゴンの父。海軍本部中将。
自由奔放でつかみどころのない性格や分け隔てない態度など、ルフィと似通った部分が多い。
ルフィを立派な海兵にするために様々な試練を与えた。ルフィにとっては、ダダンに預けられた時点では存在を知っていた唯一の肉親だが、ルフィ本人は課せられたさまざまな試練によって「殺されかけた」と思い込んでおり、さほどいい印象を持っていない。
シャンクス
赤髪海賊団大頭。四皇の一人。
ルフィが海賊に憧れるきっかけを作った人物。海で溺れ海王類に襲われそうになったルフィを、左腕を犠牲にして救出する。フーシャ村を旅立つ際、ルフィに麦わら帽子を預け「いつか立派な海賊になって返しに来い」と約束した。
ルフィの活躍を喜んでおり、「偉大なる航路」後半「新世界」でルフィを待っている。
ポートガス・D・エース
ルフィの義兄。海賊王ロジャーの実子。白ひげ海賊団2番隊隊長。
10歳の頃にルフィと出会い、共に修業を重ねながら育ち、サボと3人で盃を交わして義兄弟となった。17歳の頃、ルフィより3年早く島を出て海賊となる。
アラバスタでルフィと3年ぶりに再会し、自身のビブルカードを渡す。マリンフォード頂上戦争で、一時はルフィと仲間達によって救出されるが、赤犬の攻撃からルフィを庇い命を落とす。
サボ
ルフィのもう1人の義兄。革命軍参謀総長。
ゴア王国の貴族の生まれであったが、自由を求めて家を飛び出し、エースの親友となる。エースと同じく将来海賊となる夢を持ち、海賊になるためエースやルフィと共に訓練の日々を送る中で彼らと盃を交わし義兄弟となった。後に自由を求めて海賊となるべく船出するが、天竜人に船を沈められ、周囲には死亡したと思われていた。ドレスローザでルフィと12年ぶりに再会を果たした。
カーリー・ダダン
ルフィの仮親。山賊ダダン一家棟梁。
ガープから赤ん坊のエースを託され、後にルフィも預かることになった。破天荒なルフィたちには手を焼き、普段は憎まれ口ばかりだったが、ルフィたちの危機には体を張ることもあった。ルフィが海賊になってからもその動向を気にかけている。山賊を嫌っているルフィだが、ダダン達には好感を持っている。
シルバーズ・レイリー
元ロジャー海賊団副船長。
シャンクスからの話を聞いてルフィと会うのを楽しみにしており、シャボンディ諸島編で初めて対面する。頂上戦争終結後、ルフィを鍛えるべく無人島ルスカイナで3種類の覇気の修業をつけた。修業を終えシャボンディ諸島で一味が再集結した際は、海軍の追手を妨害し船出を見送った。

## 来歴

### 過去
フーシャ村が生まれ故郷だが、詳しい生い立ちは不明。両親の存在は全く知らず、家族は祖父のガープ以外いないと思っていた。ルフィを海兵にすることを考えたガープにより夜のジャングルへ放り込まれたり、千尋の谷に突き落とされたり、風船をくくりつけられどこかの空へ飛ばされたりするなどの過酷な方法で育てられた。
6歳の頃、フーシャ村に滞在していたシャンクスと出会う。海賊に憧れ、航海に連れて行くよう何度も頼んだが、海の厳しさを知り、当時のルフィの実力では無理だと感じたシャンクスからは断られていた。その1年ほど後、シャンクス達が世界政府の船から奪った「ゴムゴムの実」をデザートと勘違いして食べてしまい、一生泳げなくなる代わりに、全身ゴム人間となる。しばらくして、シャンクス達を侮辱した山賊ヒグマに食ってかかったことで怒りを買い、拉致されたあげくに海に投げ込まれてしまう。そこに出現した近海の主に襲われたところを、シャンクスの左腕と引き換えに救われた。この経験を経て「海賊王」になることを決意し、シャンクスからトレードマークの麦わら帽子を預かり、一人前の海賊となって再会することを約束する。
出港したシャンクスと別れて間もなく、ガープによってコルボ山の山賊・ダダン一家の元に預けられる。そこで3歳年上のエースとサボに出会う。最初はまるで相手にしてもらえなかったが、ポルシェーミの一件を機に親しくなる。自由な海賊を志す3人は、盃を交わして義兄弟となった。サボが海で行方不明になった後は、エースと「くい」のないように誰よりも自由に生きることを誓い、共に修業を重ねた。

### サバイバルの海 超新星編
東の海編
10年間の修業を積んで17歳でフーシャ村を出発し、海賊王を目指し航海を始める。出航して早々、いきなり渦潮に巻き込まれて遭難するが、偶然流れ着いたゴート島でコビーと出会う。海軍に入りたいというコビーの夢を聞き、コビーを雑用としてこき使っていた金棒のアルビダを倒し、コビーを解放する。
近くの海軍基地に捕らわれている悪名高き賞金稼ぎロロノア・ゾロの噂を聞き、仲間に入れようとコビーと共にシェルズタウンに向かう。ゾロが海軍に処刑されることを知って海軍基地に殴りこみ、解放したゾロと共闘。恐怖政治を敷いていた海軍大佐・斧手のモーガンを倒し、ゾロを最初の仲間にする。その後、海軍への入隊を望むコビーと別れ、ゾロと共に旅立つ。
オレンジの町で、高い航海術を持つ海賊専門の泥棒ナミと出会う。一旦はナミに騙されて捕縛され、バギーに引き渡されるが、ゾロに救出される。その後、町長のブードルや町にあるペットショップ店の番犬シュシュと出会い、店を焼き払ったバギー海賊団副船長モージを殴り飛ばす。さらに、町を支配していたバギー海賊団船長・道化のバギーと対峙し、彼の能力に翻弄されるが、ナミの援護もありバギーを吹き飛ばして勝利。バギーが所有していた「偉大なる航路」の海図を手に入れ、ナミを仲間にする。
シロップ村では、ウソップと出会う。彼がシャンクスの部下ヤソップの息子であることが分かり、彼と仲良くなる。しかし、村の屋敷の執事・クラハドールとジャンゴの密会を偶然見掛け、クラハドールがかつて処刑されたはずの海賊・百計のクロであり、クロが屋敷の主カヤの暗殺を企てていることを知る。仲間たちやウソップと協力してクロネコ海賊団を迎え撃ち、クロを倒してカヤの暗殺計画を阻止。カヤから海賊船ゴーイングメリー号を譲り受け、ウソップを仲間にする。
シロップ村出港後、航海に不可欠な海のコックを仲間にするべく、海上レストラン「バラティエ」を訪れる。しかし、海軍から放たれた砲弾を誤ってレストランに跳ね返してしまい、弁償金がないため雑用として働かされるはめになる。バラティエ副料理長・サンジと出会い、ギンに見せた優しさに感銘を受け、仲間に誘うが一旦は断られる。その直後、東の海の覇者クリーク海賊団が現れ、バラティエへの侵攻を開始。「クリーク海賊団を追い出したら雑用を辞めていい」という条件をつけた上でクリーク海賊団と戦い、無数の兵器を操る首領・クリークを死闘の末に撃破する。戦いを通してサンジが仲間になり、クリーク海賊団との戦いの最中に行方をくらましたナミを追い、ココヤシ村に向かう。
ココヤシ村到着後、ナミと再会するも一方的に別れを突きつけられる。しかし、ナミの義姉であるノジコから孤独な戦いを続けてきたナミの真意を知り、アーロンたちに騙されたナミを救うべくアーロンパークに殴り込む。海牛モームを利用した攻撃で足が岩盤から抜けなくなり、そのまま海に落とされ窒息寸前に陥るが、サンジらによって救出されアーロン一味船長・ノコギリのアーロンと対峙。魚人ならではの超人的パワーに苦戦するも、ナミを道具扱いするアーロンに怒りを爆発させ、アーロンパークごとアーロンを叩き潰す。これにより、ナミが正式に仲間に加わった。短期間で東の海屈指の猛者達を破ったことは海軍本部にも危険視され、「麦わらのルフィ」の異名で世界的にも異例の初頭手配にして3000万ベリーの賞金首になった（平均賞金額300万ベリーの東の海では最高額である）。
ローグタウンでは、海賊王ロジャーの処刑台を見物するため向かった処刑台前広場で、ルフィへの復讐を企むバギー一味に処刑されそうになり死を覚悟するも、突然の落雷により難を逃れる。町を取り仕切る海軍大佐スモーカーに取り押さえられるが、父である革命家・ドラゴンによって解放された（ただし、ルフィはドラゴンのことに気付かなかった）。そして、リヴァース・マウンテンを乗り越え、ついに「偉大なる航路（グランドライン）」に突入する。
アラバスタ編
双子岬で、クロッカスと、仲間の帰還を待ち続け「赤い土の大陸」に頭をぶつけ続けるクジラ・ラブーンと出会う。「偉大なる航路」一周後に再戦する約束をラプーンと交わす。
ウイスキーピークで秘密犯罪会社バロックワークス（B・W）の偽りの歓迎を受ける。B・Wを切り伏せたゾロを誤解し、一時本気の戦いに発展したが、ナミの仲裁により誤解が解けて和解する。アラバスタ王国王女であるネフェルタリ・ビビをアラバスタまで護衛することとなり、彼女を狙うB・Wと対立することになる。リトルガーデンでは、100年以上決闘を続ける誇り高き巨人族の戦士ドリーとブロギーに出会い、彼らの決闘を妨害したMr.3ペアとMr.5ペアを撃破する。
リトルガーデン出港後、病に倒れたナミを救うべく急遽進路を変更して医者を求め、ドラム島に立ち寄る。島唯一の医者がいるドラム城を目指す道中、元ドラム王国国王・ワポルの襲撃や雪崩に巻き込まれるも、ナミとサンジを背負い標高5000mのドラムロックを素手で登りドラム城に辿り着く。そこで、ヒトヒトの実を食べた人間トナカイであるトニートニー・チョッパーと出会う。チョッパーと共闘してワポルを吹き飛ばし、チョッパーを仲間に加える。
アラバスタでは、ナノハナで義兄エースと3年ぶりに再会。一旦は反乱軍がいる本拠地を目指すも、諸悪の根源であるB・W社社長にして王下七武海の一角サー・クロコダイルを倒すため、クロコダイルがいるレインベースへ進路を変更する。レインベースでは、クロコダイルがいるカジノ「レインディナーズ」に乗り込み、檻に捕らわれるが、サンジによって解放された。脱出後、クロコダイルと対峙するも、「スナスナの実」の能力に手も足も出ず敗北を喫し砂漠に生き埋めにされたが、ミス・オールサンデー（ニコ・ロビン）に救われる。アルバーナ宮殿での再戦では、スナスナの実の弱点である水を使いクロコダイルに深手を負わせるも、乾きの力で水を吸収され敗北。それでも、地下正殿での3度目の戦いでは血を水代わりに使い、死闘の末ついにクロコダイルを撃破した。この一件で懸賞金がクロコダイルの元懸賞金を越える1億ベリーに跳ね上がった。動乱終結後、ビビと別れアラバスタを出港した。
空島編
アラバスタ出港直後に元B・W副社長の考古学者ニコ・ロビンを仲間に加える。突如空から落下してきたセントブリス号により、次の航路が未知の島「空島」となる。空島の情報を求めて近くにあるジャヤに上陸。そこで出会った黄金郷を探し続けるモンブラン・クリケットら猿山連合軍と親しくなり、クリケットの金塊を奪ったベラミーを顔面へのパンチ一撃で倒した。クリケットらの助けで「突き上げる海流」を駆け上り、空島へと舵を進める。
空島「スカイピア」に辿り着くも、不法入国として罪人扱いされ、ホワイトベレー部隊を撃破したことで、ナミ達が人質として祭壇に連行されてしまう。ウソップ・サンジと共にナミ達を追い、神の島に上陸。四神官の一人・サトリと対峙し、「心綱（マントラ）」や「貝（ダイアル）」を駆使する戦法に翻弄されるも、サトリの動きを封じ撃破。ナミ達の調査で、神の島がかつて地上に存在した黄金郷であることが判明し、黄金探しに乗り出す。
サバイバルでは、ゾロ・チョッパー・ロビンと共に黄金探索組として神の島に上陸するが、いきなりはぐれてしまう。シャンディアの戦士ワイパーと交戦し、一進一退の攻防を繰り広げるが、うわばみ・ノラに飲み込まれてしまう。その後、同じく飲み込まれたナミたちと共に何とか脱出。脱出後、空島を支配する神・エネルと対峙しエネルの雷の力が無効であることを生かし互角に渡り合うも、マクシムから突き落とされてしまう。それでも、地上にいるクリケットらに黄金郷が空にあったことを伝えるべく、ナミらの協力を受け再度エネルに挑み撃破。空島を滅亡の危機から救い、400年にも渡るシャンディアと空の住人との争いを終結させた。エネル撃破後、ノラの腹の中にあった黄金を手に入れた。
ウォーターセブン編
ロングリングロングランドでフォクシー海賊団に海賊のゲーム「デービーバックファイト」を挑まれ、一時はチョッパーを奪われる。しかしフォクシーとの直接対決に辛うじて勝利し、仲間を失う事態を回避した。その後、ロビンと因縁ある海軍大将青雉（クザン）と対面し一騎討ちを挑むも、全く歯が立たず敗北する。その経験から「誰も失わないように、誰も遠くにいかねぇ様に」という思いで、新たなる戦闘方法「ギア」を編み出した。
船の修理と船大工を仲間にするために立ち寄ったウォーターセブンで、造船会社「ガレーラカンパニー」からゴーイングメリー号が航海不可な状態だと査定され、迷いながらもメリー号と別れる決断を下す。しかし、メリー号への思い入れが深いウソップと意見が対立し、大喧嘩に発展してしまう。互いのプライドを懸けた決闘の末ウソップに勝利する。メリー号をウソップに譲り、同時にウソップは一味を離脱。この一件により船長の重さを知り、苦悩した。
ウソップが離脱した翌日、ロビンがアイスバーグを襲撃したという報道が流れ、ガレーラカンパニーを敵に回すことになってしまう。ロビンの一味脱退宣言の真相を知るべく、ガレーラ本社に乗り込む。しかし、政府の諜報機関CP9にロビンは連行されてしまい、自身はCP9最強のロブ・ルッチに裏町に吹き飛ばされてしまう。それでもロビンが離脱した真意を知ると、ロビンを奪還すべく、ガレーラの船大工やフランキー一家と共に司法の島「エニエス・ロビー」に乗り込む。
エニエス・ロビーでは、衛兵千人以上を一人でなぎ倒しながら司法の塔手前まで辿り着く。裁判所屋上でブルーノを新戦法「ギア」を使い撃破し、世界政府に宣戦布告。司法の塔では、ルッチと再び対峙する。「ギア2」「ギア3」を駆使し激しい死闘を繰り広げ、一度は倒れるもウソップの声援を受け再び立ち上がりルッチを倒し、ロビン奪還に成功した。ウォーターセブンへの帰還中にメリー号が航行及び修復不能なまでに大破し、アイスバーグに船の限界を言い渡されたことで海へ火葬し別れを果たした。
その後帰還したウォーターセブンで、海兵となったコビーと、祖父である海軍中将ガープと再会し、父・ドラゴンの事を初めて知らされる。また、エニエス・ロビーを壊滅させたことにより懸賞金は3億ベリーに跳ね上がった。そしてエニエス・ロビーでの共闘を経てフランキーが仲間に加わり、さらにウソップとも和解し再び仲間に戻り、メリー号に代わる新たな船サウザンドサニー号を入手した。
スリラーバーク編
魚人島を目指してウォーターセブンを出航し、魔の三角地帯で喋るガイコツブルックと出会い意気投合する。その直後、海を彷徨うゴースト島「スリラーバーク」に捕まる。早速上陸し島を探索するが、島の主であり王下七武海の一人ゲッコー・モリアの能力で影を奪われてしまう。ブルックが双子岬にいたクジラのラブーンが待ち続けている仲間であることを知り、ブルックを仲間に入れることを決意。影を取り戻すため、再びモリアと対峙するが影の能力に翻弄され、見失ってしまう。その時、同じくモリアに影を奪われたローリング海賊団と遭遇し、彼らによって体に影を入れられ「ナイトメア・ルフィ」にパワーアップする。自分の影を入れられたスペシャルゾンビ・オーズを、一味総出で撃破する。さらに、モリアを倒し影を取り戻す。モリア撃破後、ブルックを音楽家として仲間に加えた。
頂上戦争編
スリラーバークを出航して数日後、「赤い土の大陸」に到達。魚人島へ向かうためシャボンディ諸島に向かい、元ロジャー海賊団副船長シルバーズ・レイリーや、同時代のライバル達とも顔を合わせる。だがはっちゃんを銃撃したチャルロス聖を殴り飛ばしたため、海軍大将黄猿率いる軍がシャボンディ諸島に現れる。一味総出でパシフィスタを撃破するが、その直後に現れた黄猿や戦桃丸の猛攻に追い詰められ、さらにバーソロミュー・くまのニキュニキュの実の能力によって、麦わらの一味は世界各地に飛ばされてしまう。
ルフィが飛ばされたのは、凪の帯にある男子禁制の女ヶ島「アマゾン・リリー」だった。七武海でもある島の皇帝ボア・ハンコックに処刑されそうになるが、ルフィの器の大きさに心を許され、以降恋心を抱かれる。その処刑の戦いの際に、数百万人に一人しか持たないという「覇王色の覇気」を無意識に発動させた。その夜、義兄エースが公開処刑されるということを知り、彼が幽閉されている大監獄インペルダウンに単身救出に行くことを決意する。
ハンコックの助力によりインペルダウンに潜入し、収監されていたバギー、Mr.3、Mr.2と再会。彼らと協力しエースのいる最下層を目指す。しかし、途中で監獄署長マゼランに敗れ毒に冒されてしまう。息絶えかけたところを、革命軍幹部エンポリオ・イワンコフに救われ、ルフィがドラゴンの息子だと知ったイワンコフ一行の協力を受ける。しかしエース解放には間に合わず、エース救出のためマリンフォード海軍本部へ向かうことを決意。さらに同じフロアに収監されていたジンベエとクロコダイルを解放し、脱獄を目指して暴動を起こす。その途中、インペルダウンに侵入してきた黒ひげと再会し、一時対峙するが、エース救出を優先し戦闘を中断。Mr.2を含む多くの囚人達の犠牲を払いつつも、マゼランを振り切り脱獄に成功する。
奪取した軍艦に乗って海軍本部へ突入し、マリンフォード頂上戦争に乱入する。周囲の助力を受けながらエース救出に向かい、スモーカーやミホーク、包囲壁の先では三大将をも相手にした。しかしインペルダウンから戦い通しだったために体力が尽き果て、一時戦線離脱を余儀なくされるも、エースを救いたい一心でイワンコフからテンションホルモンの注入を受け、復活する。さらに「覇王色の覇気」を再び発現させて、戦場の強者達を驚愕させた。大激戦の末、己の手でエースを処刑台から解放することに成功するも、エースは赤犬の攻撃からルフィを庇い、命を落としてしまう。そのショックで意識を失うが、ジンベエや白ひげ海賊団の必死の助力により海軍の猛追から逃れ、戦場に現れたトラファルガー・ローの潜水艦でジンベエと共に女ヶ島へと逃げ延びた。この戦線離脱の際、ジンベエ共々赤犬の追撃を受け、胸に×印の傷跡が残るほどの深い火傷を負った。
戦争から約2週間後、女ヶ島で意識を取り戻す。エースを守れなかった悔しさと悲しみのあまり自暴自棄に陥るが、ジンベエの叱咤を受けて自らには「仲間」がいる事を再確認し、落ち着きを取り戻す。数日後、レイリーやジンベエと共に復興作業中の海軍本部に乗り込み、世間の目を向けるために「16点鐘」の行動を起こし、各地に飛ばされた麦わらの一味の仲間に向けて3D2Y（実際は「3D」の上に「×」。3日後ではなく2年後に集合の意）というメッセージを送った。
その後、無人島ルスカイナにてレイリーとの覇気の修業に入る。1年半の間レイリーに修業をつけてもらい、その後半年間は一人で修業を積む。この修業期間で、新戦闘法「ギア4」を編み出した。

### 最後の海 新世界編
魚人島編
九蛇海賊団にシャボンディ諸島まで送り届けてもらい9番目（最後）に到着し、仲間との再会を果たす。この際、「麦わらの一味（偽物）が集結する」という情報を掴んでいた海軍に襲撃されるも、レイリーらの助力を得て逃亡に成功する。自身もパシフィスタを一撃で破壊し、「ギア」や覇気の強化など実力の向上を見せつけた。懸賞金はこの2年の間に4億ベリーに上がっており、一部では死亡説が流れていた。
再結集後訪れた魚人島で、ケイミーやパッパグと再会。また、魚人島への道中でメガロを助けたことがきっかけで、リュウグウ王国国王ネプチューンにより竜宮城に招待される。しかし、そこでかつて倒したアーロンの意志を継ぐ新魚人海賊団によるクーデターに直面する。城を探索中、硬殻塔に軟禁されていたしらほし姫と出会い、彼女の頼みを聞き塔から連れ出し海の森に向かう。海の森にてジンベエと再会し、彼の「魚人島のヒーローになってほしい」という願いを受け入れ、ギョンコルド広場に乗り込む。覇王色の覇気で新魚人海賊団の半数の5万人を気絶させ、船長のホーディ・ジョーンズと対峙する。その最中に落下してきた巨船「ノア」を防ぐため、魚人相手に能力者では不利な水中戦を強いられたが、実力の差を見せつけホーディを撃破する。この戦いで出血多量に陥るが、ジンベエからの輸血を受け事なきを得る。
戦い後の宴の際、四皇ビッグ・マムに納めるお菓子を全て食べてしまったため、お菓子が無いことに激怒したビッグ・マムが魚人島を滅ぼそうとするが、それを庇ってビッグ・マムの怒りの矛先を自分達に変えさせ、魚人島を自分のナワバリにすると宣戦布告する。
パンクハザード編
新世界に進出し、救難信号が届いたことでパンクハザードへ向かう。早速ゾロたちと上陸し、炎の土地でドラゴンを倒す。その後氷の土地に移動し、非道な科学者シーザー・クラウンがいる研究所へ向かう。そこでローと再会し、彼の提案に乗り、四皇カイドウの打倒のため「海賊同盟」を結ぶ。シーザーを誘拐するため改めて研究所に向かうが、シーザーの能力で気絶させられ檻に入れられてしまう。ローによって解放され、再びシーザーを追うも、 C棟研究室でモネに妨害され、地下のゴミ箱へ落下してしまう。そこで出くわした龍状態のモモの助の力を借りてゴミ箱から脱出。再びシーザーと対峙し、部下を粗末に扱うシーザーに怒りを爆発させ、渾身の一撃で研究所の外に吹き飛ばし、シーザーの捕縛に成功した。
ドレスローザ編
ドフラミンゴが製造している人造悪魔の実「SMILE」の工場破壊のため、ドレスローザの港町アカシアに立ち寄る。そこで、亡き兄エースの「メラメラの実」が、コリーダコロシアムで開催される闘技会の賞品となっていることを知る。「メラメラの実」を手に入れるため、正体を隠して「ルーシー」の偽名で闘技会に出場。一回戦のバトルロイヤルでは、祖父・ガープに恨みを持つチンジャオとの壮絶な一騎討ちを制し、Cブロックの勝者となる。試合後、ドフラミンゴに連れ去られる瀕死のローを目の当たりにし、闘技場からの脱出を模索する。その時、昔死んだと思っていたもう一人の義兄サボと再会し、彼にメラメラの実入手を託して闘技場を脱出。打倒ドフラミンゴとローの救出のため、ヴィオラの手引きで王宮へ潜入する。
SOP作戦成功後、ピーカの能力でローらと共に王宮から追い出される。オモチャから元に戻ったコロシアムの戦士たちの援護を受け、再び王宮へ乗り込みローと共にドフラミンゴと相対する。しかし、ドフラミンゴに操られたベラミーと不本意ながら戦うことなる。解放されてもなおドフラミンゴへの筋を通そうとするベラミーから最期のケンカを挑まれ、2年前と同じようにベラミーの顔面に一撃を入れ、苦い勝利を収めた。重傷を負ったローから引き継いだドフラミンゴとの決戦では、秘策の新技「ギア4」で戦いを挑む。ドフラミンゴを追い詰めるが、止めを刺せないまま「ギア4」の制限時間を迎えてしまう。ギャッツや多くの戦士達の助けを受け、覇気が使える時間を稼いでもらい再び戦える状態になると、空中でのドフラミンゴとの死闘を制し、戦いに決着をつけた。
ドレスローザを脱出する際、海軍大将藤虎と対峙。島を無事に脱出するとキャベンディッシュ・バルトロメオ・サイ・イデオ・レオ・ハイルディン・オオロンブスの7人がルフィと親子の杯を交わしたいと申し出るが、「窮屈」という理由で断る。それでも、ルフィの器の大きさを認めた7人が勝手に子分杯を交わしたことで総勢5600人以上の「麦わら大船団」が結成され、麦わらの一味の傘下に入った海賊団のメンバーからは「大頭」と呼ばれるようになる。ドフラミンゴを倒したことにより懸賞金が5億ベリーに上がり、手配書の写真も現在のものへと変化した。
ゾウ編
バルトロメオの船で送ってもらい、「ゾウ」に上陸。ミンク族のワンダの案内で、ナミ達と無事に再会し、サンジがビッグ・マムの元に連れて行かれたことを知る。さらにビッグ・マム海賊団のペコムズから、サンジの政略結婚が成立すると、サンジが一味から離脱することになると教えられ、結婚を阻止するためにビッグ・マムがいるホールケーキアイランドに向かうことを決意する。
イヌアラシとネコマムシから「偉大なる航路」の最終地点ラフテルへの鍵を握る「ロード歴史の本文」の存在を教えられ、打倒カイドウを目指し、光月家やミンク族と「忍者海賊ミンク侍同盟」を結成。先にカイドウがいるワノ国に向かうゾロ・ロー・錦えもん達と一旦別れ、ナミ・チョッパー・ブルックと同行を申し出たペドロ、勝手についてきたキャロット、案内役としてペコムズを一行に加え「ゾウ」を出発する。
ホールケーキアイランド編
「ゾウ」を出発してすぐ、革命軍の本拠地「バルティゴ」が壊滅した記事で、初めて父ドラゴンの顔を知った。道中、ヨロイオコゼの猛毒に侵され、生死を彷徨ったが、偶然遭遇したサンジの姉ヴィンスモーク・レイジュに救われる。
「万国（トットランド）」カカオ島ショコラタウンで、サンジの結婚相手であるシャーロット・プリンと出会う。プリンのアドバイス通り航路を進み、無事ホールケーキアイランドに上陸。しかし上陸した先の「誘惑の森」で仲間共々迷ってしまう。そこへビッグ・マム海賊団「スイート3将星」の一人クラッカーが現れ、「ギア4」を使い応戦するが、ビスケット兵を操るクラッカーの能力に苦戦を強いられる。ナミの援護を受けながら、逃げたりビスケット兵を食べたりすることで11時間にも渡り戦い続け、「ギア4」の別形態「タンクマン」でクラッカーを倒す。
その後サンジと再会するも、一方的に決別を言い渡される。抵抗せずサンジの攻撃を受け続けて倒れてしまうが、真意を隠したまま罵声を浴びせるサンジの苦しみを受け止めた上で、それでもここで待つとサンジに告げた。しかしビッグ・マムが差し向けたクラッカーの仇討ちの軍隊に捕らえられ、モンドールの本の中の牢獄に入れられてしまう。そこへ現れたプリンから彼女の本性とビッグ・マムの計画を明かされる。ジンベエによって救出されると、サンジを探して城内を暴れまわり、レイジュからサンジがプリンの真実を知っていると聞いて約束の場所に向かい、空腹に耐えながらサンジを待つ。サンジからは一緒には帰れないと告げられるが、仲間たちの元に戻りたいというサンジの本心を引き出し、結婚式を壊してサンジの家族を助け出すことを決意。そしてジンベエの提案を受け、ビッグ・マム暗殺を目論むベッジと手を組む。
結婚式当日、ブリュレの能力で自分に擬態させた動物達に紛れてウェディングケーキの中から出現し、ブルックが割ったマザー・カルメルの写真を見せることでビッグ・マムを発狂させる。しかし、ビッグ・マムの予想以上の咆哮で暗殺は失敗し、ビッグ・マムに取り押さえられるが、ホールケーキ城崩壊に乗じて会場からの脱出に成功する。
食いわずらいを起こしたビッグ・マムの追撃をかわしながらサニー号にたどり着き、待ち構えていた将星カタクリと再戦。自らを犠牲にしてサニー号を出航させたペドロの覚悟に報いるため、カタクリを「鏡世界」に引き込み一騎打ちを挑む。しかし、見聞色の達人であり速さも力も上回るカタクリの強さに圧倒され、終始劣勢を強いられる。「ギア4」の制限時間が迫ると近くにいたブリュレを捕まえ、「鏡世界」を経由して各島を逃げ回りながら覇気が戻るまで時間を稼ぎ、再び「鏡世界」に戻ってカタクリに再戦を挑む。何度倒れても食い下がり、徐々にカタクリの未来予知に対応していき、互いの全力を振り絞る死闘を繰り広げ、「ギア4」の別形態「スネイクマン」を使って辛くも勝利する。
ブリュレを捕らえていたペコムズの助けで「鏡世界」から脱出し、サンジやジェルマの援護を得てサニー号に帰還する。その後、殿を務めたジンベエやタイヨウの海賊団の援護によって、ビッグ・マムのナワバリからの脱出に成功。後日、7つの海賊団を傘下に加え、さらにビッグ・マムの居城の破壊や8億と10億超えの幹部を討ち取った功績などから、懸賞金は3倍の15億ベリーに跳ね上がる。新聞では、四皇に並ぶ「5番目の海の皇帝」と称された。
ワノ国編
第一幕
ワノ国に到着する直前、サニー号が激しい渦に巻き込まれ、サニー号と共に一人ワノ国・九里の九里ヶ浜に漂着する。そこでカイドウの手下に捕まっていた少女・お玉を助ける。体調を崩したお玉を医者に見せるために連れ出し、通りかかった荒野でゾロと再会。そこへ現れたホーキンスと交戦する。
たどり着いたおこぼれ町では、正体を隠すため「ルフィ太郎」と名乗る。その直後、お玉が博羅町に連れ去られてしまい、お菊の案内で救出に向かう。相撲の興行に乱入して横綱・浦島を吹き飛ばし、博羅町のボスであるホールデムを倒しお玉を取り返す。さらに食料宝船を奪いおこぼれ町の人々に提供した。その後、ローの案内でおでん城跡に向かい、錦えもんやナミたちと合流する。錦えもんから光月家の過去を聞き、カイドウとの決戦の打ち合わせをしている途中、おこぼれ町上空にカイドウが出現。カイドウを奇襲し怒涛の猛攻撃を浴びせるが、ギア4の攻撃すら全く通用せず一撃で倒され、兎丼の囚人採掘場に収容される。
第二幕
囚人採掘場で、同じくカイドウに敗れたキッドと再会し、かつてワノ国一のヤクザの大親分だったヒョウ五郎と出会う。百獣海賊団大看板クイーンにより、ヒョウ五郎と共にクイーンの絡繰公演「大相撲地獄」に参加させられる。その中で、武装色の覇気の強化を目指し、百獣海賊団の下っ端を相手にしながら覇気の達人であるヒョウ五郎から指導を受ける。
特訓を続ける中、記憶喪失となったビッグ・マムが囚人採掘場に現れる。彼女が食べたがっていたおしるこを全て食べてしまったことで怒りを買ってしまうが、窮地の中で無意識に高レベルの覇気を発動させることに成功する。クイーンが眠ったビッグ・マムを連れて囚人採掘場から離れると、チョッパー達と共に看守達と交戦。「疫災弾」の奇病ミイラに苦しむ囚人たちを体を張って味方につけ、兎丼を制圧する。以降はカイドウとの決戦に備え、ヒョウ五郎の指導の下で特訓に励む。
第三幕
鬼ヶ島への討ち入り当日、キッドやローと共に錦えもん達のもとへ現れる。遅れて到着したジンベエとも合流し、鬼ヶ島に乗り込む。カイドウの城では、うるティとページワンとの交戦中、カイドウの娘ヤマトから強引に連れ出され、彼女と共闘することになる。ドーム屋上に到着すると錦えもんから打倒カイドウを託され、ゾロやロー達との共闘でカイドウとビッグ・マムに挑む。兎丼の修行で会得した高度の武装色を使い、カイドウに猛攻を仕掛けるも決定打には至らず、カイドウの一撃で気を失う。覇王色を纏う技術を会得し、カイドウに一騎討ちを挑むも再び敗北。鬼ヶ島から落とされ海に沈んだが、ローの部下に救出され、カリブーが隠し持っていた食料で体力を回復する。しのぶの能力で大人になったモモの助に乗り、再び鬼ヶ島に乗り込みカイドウに再戦を挑む。「ギア4」の制限時間が迫り、最後の一撃を放とうとした間際、ルフィ抹殺の命を受けたCP-0のゲルニカに妨害され、その隙にカイドウから「声」が消えるほどの致命傷を受けて3度目の敗北を喫する。しかし、「ゴムゴムの実」の正体である動物系幻獣種の悪魔の実「ヒトヒトの実 モデル"ニカ"」の能力が覚醒し、その状態を「ギア5」と名付けて復活。全身を炎の龍と化したカイドウを「ゴムゴムの猿神銃」で地中深くまで殴り飛ばし、ワノ国天上決戦を制した。
カイドウを倒したことは瞬く間に世界に伝わり、懸賞金は2倍の30億ベリーに跳ね上がり、カイドウとビッグ・マムに代わる新たな四皇となった。また、手配書は「ギア5」の姿へと変更された。カイドウを倒した7日後にゾロと共に目を覚まし、花の都でワノ国挙げての盛大な宴の乾杯の号令を発する。数日後、モモの助に麦わらの一味の海賊旗を渡し、ワノ国を出航した。
エッグヘッド編
エッグヘッド近海で暖水渦に巻き込まれたジュエリー・ボニーと遭遇し、彼女を助けようとして海に溺れるもジンベエに助けられ、彼らと共にエッグヘッドに上陸する。スクラップ場でDr.ベガパンクと出会い、世界政府に狙われる自分を島から脱出させてほしいと頼まれる。工場層で2年ぶりに再会したルッチの追撃を振り切るも、ベガパンクが行方をくらましてしまい、さらに味方であるはずのセラフィムのS-ホークとS-ベアが突如反逆する。セラフィム2体に対抗するため、拘束していたルッチとカクを一時解放して共闘する。セラフィムを捕縛し脱出の準備を進める中、研究層に攻め込んできた黄猿を迎え撃ち一時戦闘不能に追い込むも、自身も「ギア5」の時間切れで動けなくなってしまう。体力を回復すると再び「ギア5」を発動し、巨兵海賊団の援護を受けながら、黄猿や五老星と乱戦を繰り広げる。五老星からは執拗な妨害を受けたが、マーズ聖は空の彼方へ吹き飛ばし、船に乗り込んできたサターン聖は同じくニカに変身したボニーとの連携で撃退した。新聞には、ベガパンクを殺害した犯人として報じられた。
エルバフ編
エルバフへ向かう航路でロードに誘拐され、ブロックの国に閉じ込められるも、壁を破って脱出する。「冥界」を歩く最中、強者の気配を感じ取って単独行動を取り、ロキと遭遇する。ロキと別れるとゲルズ達の案内で「陽界」へ移動し、巨人族の村を探検し始める。しかし、シャンクスの居場所を聞くためにロキを解放することを決意し、密かに村を離れてアウルスト城へ錠の鍵を探しに行く。待ち受けていた元ロジャー海賊団船員スコッパー・ギャバンとの戦いを経て鍵を手に入れると、冥界に戻りロキを解放する。

## 戦闘方法
悪魔の実の特性として、体がゴムになり、全身を自由自在に伸縮させることができる。「ゴム人間」の特長である長いリーチや反動を活かした、独特の格闘技を操る。ただし、伸びる範囲には限界があり、限界以上まで無理に伸ばそうとすると引きちぎれる。銃撃や打撃が効かず、絶縁体であるため電撃も無効。ただし、斬撃が弱点である。
幼少期、祖父・ガープからトラウマになるほどに課された荒行をはじめ、義兄であるエースやサボとの手合せを重ねた結果、若くして常人を凌駕する身体能力・天才的な格闘センスを身につけた。
エニエス・ロビー編以降は「ギア」で身体・戦闘能力を大きく上昇させることが可能になった。インペルダウンでマゼランに冒された毒から再起したことにより、毒物に対する強い抗体ができている。さらに新世界編からは2年間の修業で新たに習得した「覇気」を使い、相手の動きを読んだり、技の威力を強化することも可能になった。
技名は武器に関連した物が多く、新世界編からは動物の名前も採用されるようになった。数種類の基本技からいくつかの派生技が存在し、技の数は麦わらの一味随一の豊富さを誇る。

### 通常技

#### 腕技
ゴムゴムの銃（ピストル）
作中で初めて披露した技で、最も使用頻度が高い基本技。腕を前に伸ばして相手に単発のパンチを叩き込む。考案した7歳時は能力を使いこなせず上手く放てなかったが、14歳までに習得した。
ゴムゴムの銃「散弾（ショット）」
対クロコダイル戦で使用。「ゴムゴムの銃」の状態から腕を弾き、ゴムの振動でパンチの到着位置をずらす。
ゴムゴムの銃乱打（ガトリング）
銃を乱射するかの如く、腕が何本にも見える速度で放つ「ゴムゴムの銃」。攻撃範囲が広く複数相手に有効。「東の海編」で初使用。
ゴムゴムの暴風雨（ストーム）
「ゴムゴムの風船」の状態から体を捻り、勢いよく息を吐き出して回転しながら飛び上がって放つ多段式の「ゴムゴムの銃乱打」。「アラバスタ編」で初使用し、クロコダイルを倒した。暴風雨の如く凄まじい威力を誇る。基本的に敵を空中に吹き飛ばした所を追撃するが、正面の対象にも攻撃可能。
ゴムゴムの雨（あめ）
対インペルダウン署員戦で使用。相手の頭上から回転状態で放つ「ゴムゴムの銃乱打」で、「ゴムゴムの暴風雨」の逆バージョン。
ゴムゴムの銃弾（ブレット）
腕を後ろに伸ばしてから、体重を拳に乗せて零距離で殴りつける（いわゆるジョルトブロー）。「東の海編」で初使用。アニメ版でも同様に用いられるが、一部は技の名称のみ「ゴムゴムの銃」に変更されている。
ゴムゴムの回転弾（ライフル）
腕を捻りながら後ろに伸ばし、その反動で拳を回転させながら前方にパンチを叩き込む（いわゆるコークスクリュー・ブロー）。「空島編」で初使用。
ゴムゴムのロケット
遠くまで腕を伸ばして何かに捕まり、一気に戻して移動する。「東の海編」で初使用。敵に体当たりを喰らわせる事も可能。両腕を使う時と片腕だけの時がある。
ゴムゴムの槌（つち）
対リッチー戦で使用。伸ばして捻った両手で相手を掴み、回転させながら地面に叩きつける。
ゴムゴムの鎌（かま）
対バギー戦で使用。「ゴムゴムのロケット」の要領で移動しながら、相手にラリアットを叩き込む。
ゴムゴムの大鎌（おおがま）
対クリーク海賊団戦で使用。長く伸ばした両腕で放つ「ゴムゴムの鎌」。攻撃範囲が広く複数相手に有効。
ゴムゴムのバズーカ
両手を後ろに伸ばした後、勢いを利用した掌底を相手に打ち込む。「東の海編」で初使用。一発の威力は高く、止めの一撃として放つ場合が多いが隙も大きい。
ゴムゴムゴムゴムのバズーカ
対ワポル戦で使用。「ゴムゴムのバズーカ」よりもさらに両手を後ろに伸ばして放つ強化版。
ゴムゴムの攻城砲（キャノン）
「ゴムゴムの銃乱打」の状態から反動をつけて放つ「ゴムゴムのバズーカ」。「ウォーターセブン編」で初使用。砲弾さえ通用しない巨大鋼鉄アーマーを貫くほどの威力を誇る。
ゴムフック
対フォクシー戦で使用。ゴムの弾性を活かしてボクシングの技のフックをする。
ゴムゴムの連接鎚矛（フレイル）
対フォクシー戦で使用。一方の手でもう一方の腕を投げ縄のように振り回し、勢いをつけて相手に叩きつける。
ゴムゴムの蛇銃（スネークショット）
対ホーディ戦で使用。手を蛇のように蛇行させながら放ち、さらに相手の体を牙で噛み付くかのように握り締める。
ゴムゴムのつっぱり
対浦島戦で使用。相撲の技のつっぱりを放つ。

#### 足技
ゴムゴムの鞭（ムチ）
足を伸ばし、回し蹴りもしくは跳び回し蹴りを叩き込む。「東の海編」で初使用。攻撃範囲が広く複数相手に有効。
ゴムゴムの槍（やり）
足裏を合わせた状態で両足を伸ばし、相手を突く。「東の海編」で初使用。
ゴムゴムの戦斧（おの）
天高く上げた足を、相手に向かってかかと落とし、もしくは踏みつけの要領で一気に振り落とす。「東の海編」のクリーク海賊団戦で初使用。一発の威力が高いが隙も大きい。
ゴムゴムの大槌（おおづち）
対クリーク戦で使用。伸ばして捻った両足で相手を掴んで回転させながら放つ「ゴムゴムの槌」。
ゴムゴムのスタンプ
敵に向かって足を伸ばし、跳び蹴りもしくは横蹴りを叩き込む。「リトルガーデン編」で初使用。
ゴムゴムのスタンプ乱打（ガトリング）
足が何本にも見えるほどの速さで乱打する「ゴムゴムのスタンプ」。対三大将戦で使用。攻撃範囲が広く複数相手に有効。
ゴムゴムのタコスタンプ
「ドレスローザ編」対ドフラミンゴ戦で使用。覇気を纏い硬化した足で相手の攻撃を受け止める。
ゴムゴムの火山
対エニエス・ロビー衛兵戦で使用。屋内で足を天井に向かって伸ばし、蹴り上げる。建物の屋根が火山の噴火の如く吹き飛ぶ。
ゴムゴムのUFO（ユーフォー）
足を高速回転させ、UFOのように空を飛びながら敵を蹴散らす。「パンクハザード編」で初使用。

#### その他の技
ゴムゴムの風船（ふうせん）
空気を大きく吸って、腹部を膨らませる。「東の海編」で初使用。自分に向って発射された砲弾をゴムの柔らかさで受け止め、それを相手に返すなど、防御とカウンターに応用できる。船が壁に激突しそうになった際には、この状態で間に入りこむことで進行方向を変えたり、高位置から着地するクッション代わりにしたりと応用範囲が広い。
ゴムゴムのお礼砲（おれいファイア）
受けた砲弾を、敵を狙って倍の力で打ち返す。レイリーに「闇雲に弾き返すだけの防御では戦いに無駄がある」と指摘されて編み出した。「パンクハザード編」で初使用。
ゴムゴムの鐘（かね）
首を伸ばして反動をつけてからの頭突き。「東の海編」で初使用。動きの素早いクロとの戦いでは、抱き付いた状態で使用した。
ゴムゴムの盾（たて）
対アーロン戦で使用。左手の指を引っ張り、攻撃を防ぐ。
ゴムゴムの網（あみ）
指を編んで網状に広げ、敵を捕らえる。「東の海編」で初使用。
ゴムゴムのボーガン
対ワポル戦で使用。両手両足で相手を固定し、身体を捻って遠心力を利用して相手を投げる。
ゴムゴムのバクバク
対クロコダイル戦で使用。思い切って敵に喰らいつく。砂人間であるクロコダイルを飲み込もうとしたが失敗に終わった。
ゴムゴムの丸鋸（まるのこ）
対クロコダイル戦で使用。伸ばした腕で相手を掴み、回転しながら体当たりする。
ゴムゴムの花火（はなび）
体を回転させて飛び上がり、ねじれた体が戻ろうとする反動を利用して無数の攻撃を叩き込む。「空島編」で初使用。攻撃範囲が広く複数相手に有効。
ゴムゴムのたこ花火
対エネル戦で使用。壁に当て跳ね返して放つ「ゴムゴムの花火」。いわゆる「跳弾」。これにより、相手の心を読むエネルの「心綱（マントラ）」を破った。

#### 特殊技・非戦闘技
ゴムゴムの風車（かざぐるま）
対アーロン一味手下戦で使用。両足を地面に突き刺して固定し、胴を捻ってから適当な大きさの物（作中では海牛モーム）を振り回して攻撃する。攻撃範囲が広く複数相手に有効だが、近くにいる味方も巻き込みかねない事と、足が外れないので攻撃後に身動き不能になる事が難点。
ゴムゴムの生け花
ラブーンに使用。船のメインマストを勢いよく突き刺す。
ゴムゴムのトンカチ
対Mr.3戦で使用。手足に付けられたトンカチ（Mr.3の拘束用のロウ）を敵にぶつける。
ゴムゴムのダメだ
アラバスタ編でウソップが水を飲もうとした時に使用。持っているものを相手から遠ざける。
水水の銃（みずみずのピストル）
対クロコダイル戦で使用。大量の水を飲み、「水ルフィ」となった状態で、口から水の玉を吐き出す。
ゴムゴムのボー
対エネル戦で「心綱」対策として使用。ボーっとして何も考えずに反射神経だけで敵の攻撃をかわすため、自分からは攻撃不可能。
ゴムゴムのたこ
対エネル戦で全身の力を抜いて「心綱」対策として使用。「ゴムゴムのたこ花火」の準備。足が無駄に伸びてねじれた姿となり、ナミにツッコミを入れられた。
ゴムゴムの花火 黄金牡丹（おうごんぼたん）
対エネル戦で使用。エネルによって右腕に付けられた巨大な黄金の玉を素早く振り回す「ゴムゴムの花火」。これによりエネルの「雷迎」を放電させ、打ち破った。
ゴムゴムの黄金回転弾（おうごんライフル）
対エネル戦で使用。巨大な黄金の玉を腕に付けた状態で放つ「ゴムゴムの回転弾」。
ゴムゴムの味方ロボ
対エニエス・ロビー衛兵戦で使用。敵の背中から両手足に絡み付いて相手の身体の動きを操る。人質を取る形になるため、敵は迂闊に手を出せなくなる。背中がガラ空きになるという弱点があるが、タイミング良く脱出すれば攻撃は操られていた者の背中に当たる事になる。
味方ロボパンチ、味方ロボキック
「味方ロボ」状態でのパンチ・キック。
ゴムゴムの身代り
対ミホーク戦で使用。バギーを身代りにして斬撃を避ける。

#### アニメオリジナル（通常技）
原作にも登場した動きに技名がつけられたものや、アニメオリジナルのエピソードで使われたものなどがある。
ゴムゴムの纜（ともづな）
船から離れた別の船に乗り移る時に使う移動手段。腕を伸ばして乗り移る船をつかみ、腕を戻して乗り移る。自分の体に仲間をしがみつかせて一緒に乗り移ることもあるが、伸びた反動で近づくため速度を制御できず、着く時に弾き飛ばされて仲間がダメージを受けることが多い。名称はアニメオリジナルだが、同じことは原作でもしている。
ゴムゴムの橋渡し
アニメオリジナル。千年竜伝説編で使用。離れた場所に腕を伸ばし、腕を橋代わりにして仲間を移動させる移動手段。
ゴムゴムのパチンコ
アニメオリジナル。手足を伸ばして構造物を掴み、自身をパチンコのゴム紐に見立てる。フルボディの船から放たれた砲弾を跳ね返したり、ネルソン艦隊の海兵達を一気に海へと吹き飛ばした。
ゴムゴムのサブマリン
アニメ102話で使用。腕を砂などの地中に潜らせたまま相手に向けて伸ばし攻撃する。
ゴムゴムのゼンマイ
アニメ102話で使用。腕を柱などの支点となるものに巻き付けてから足を離し、腕が元に戻る勢いで自らを射出する移動技。
ゴムゴムのヨーヨー
アニメオリジナル。空島編で使用。巨大豆蔓（ジャイアントジャック）の葉に左手で掴み、ぶら下げている右腕の巨大な黄金の玉を腕で伸縮させて上下させた反動で上に上がる。
ゴムゴムのプロペラ
アニメオリジナル。伸ばして捻った両腕で対象を掴み、勢いよく回転させる。
ゴムゴムのコマ
アニメオリジナル。対フォクシー戦で使用。相手に腕を巻きつけて一気に回す。
ゴムゴムのツイン銃 （ツインピストル）
アニメオリジナル。対アッチーノファミリー戦で使用。両腕で放つ「ゴムゴムの銃」。
ゴムゴムの100万度バズーカ
アニメオリジナル。対アッチーノ戦で使用した「ゴムゴムのバズーカ」。
ゴムゴムの虫取り網
アニメオリジナル。スリラーバーク編で使用。虫取り網を持って腕を伸ばし、遠い場所にいるものを捕まえる。使用した際には「おっさんの木」の鼻を捕まえた。
ゴムゴムの十手
アニメ（時代劇）オリジナル。右手に十手を持って放つ「ゴムゴムの銃乱打」或いは「銃弾」。
ゴムゴムの十手観音
アニメ（時代劇）オリジナル。「ゴムゴムの十手」の「銃乱打」バージョン。
ゴムゴムの正拳突き
アニメオリジナル。ジュゴンとの合体で放った正拳突き。対ブリード戦で使用。
ゴムゴムのスプリング銃弾（スプリングブレット）
アニメオリジナル。ベラミーの「スプリング跳人」を模した技。武装硬化した足をゴムの弾力を利用してバネのように収縮させ、周囲を跳び回りながら勢いを付けた「ゴムゴムの銃弾」。対ドフラミンゴ・トレーボル戦で使用。
ゴムゴムの枝
アニメオリジナル。背負ったブリュレを差し出し、身代わりにする。「ホールケーキアイランド編」で使用。
ゴムゴムのスクリュー
劇場版『ねじまき島の冒険』・対ベアキング戦で使用。敵の放った巨大弾頭を体全体を伸ばして勢いを殺しつつキャッチし、ねじれた自分の体を戻して弾頭に回転をつけながら相手にたたき返す。アニメでは船のモーターとなって速く進むために使われたが、海に浸かっているため長くは持たない。
ゴムゴムの風車（ふうしゃ）
劇場版『呪われた聖剣』・対サガ戦で使用。「ゴムゴムの風車（かざぐるま）」とは別物。風の攻撃を受けた時、それを自分の体を捻って跳ね返す。
ゴムゴムのハンマー
劇場版『呪われた聖剣』・対サガ戦で使用。両手の拳を合わせて、相手に叩きつける。
ゴムゴムの回転斧
劇場版『カラクリ城のメカ巨兵』で使用。対象を両手で掴んだ状態で砲弾を両足でキャッチして勢いよく回転し、その反動を利用して対象を回転ノコギリの要領でぶった切る。
ゴムゴムのゴム動力
劇場版『カラクリ城のメカ巨兵』で使用。両腕を捻った状態でプロペラを掴み、反動で一気に回転させる。
ゴムゴムのシュート
劇場版『夢のサッカー王!』で使用。足を伸ばしてボールを蹴る。
ゴムゴムのホームラン
劇場版『めざせ!海賊野球王』で使用。体を捻り、元に戻る反動でボールを打つ。

### ギア
ゴムの能力を利用して身体能力を格段に向上させる、ゴム人間ならではの戦闘方法。青雉に敗れたことをきっかけとして編み出した。ルフィ曰く「技の一段階進化」。「ギア2」「ギア3」「ギア4」「ギア5」の4種類が存在する。使用中は肉弾戦での戦闘能力が跳ね上がるが、相応のリスクもあるため発動は短時間に限られる。新世界編では、2年間の修業によって「ギア2」「ギア3」のリスクは大幅に緩和されており、覇気と併用することで破壊力も増している。

#### ギア2（セカンド）
両足をポンプのように使い血流を加速させて、ドーピングに似た効果を得る戦闘法。使用中は身体から蒸気を噴き出す。速度は目で追えないほどに向上し、威力は六式「鉄塊」を打ち破るほどに強化され、移動速度は六式「剃」に匹敵するなど通常時を遥かに上回る身体・戦闘能力を発揮する。技名は「ゴムゴムのJET（ジェット） - 」になり、「鞭」などの一部の技は英語読みになる。
使用中は常人ならば心臓が張り裂けてしまうほどの高血圧になるが、ルフィは心臓をはじめとする各種内臓・骨・体内の血管までもが全てゴムであるため耐えられる。しかし肉体への負担はかなりのもので、多用しすぎると体が全く動かなくなったり、寿命を削る危険もある。新世界編では、ほぼ予備操作無しでかつ部分的に発動可能になっている。
ゴムゴムのJET銃（ジェットピストル）
目視不能の速度で拳を撃ち出す「ゴムゴムの銃」の強化版。「エニエス・ロビー編」で初使用。攻撃が相手に当たった次の瞬間には既に腕が元の位置にまで戻っており、作中では片手を相手に向けて狙いを定めて放つことが多い。
ゴムゴムのツインJET銃 （ツインジェットピストル）
両腕で放つ「ゴムゴムのJET銃」の強化版。「エニエス・ロビー編」で初使用。
ゴムゴムのJET銃乱打（ジェットガトリング）
両腕が消失したかに見えるほどの速度で無数の拳を相手に叩き込む「ゴムゴムの銃乱打」の強化版。「エニエス・ロビー編」で初使用し、ロブ・ルッチを倒した。
ゴムゴムの鷹銃乱打（ホークガトリング）
覇気を纏い硬化した拳で放つ「ゴムゴムのJET銃乱打」の強化版。「ドレスローザ編」で初使用。
ゴムゴムのJETスタンプ
高速で蹴りを放つ「ゴムゴムのスタンプ」の強化版。「エニエス・ロビー編」で初使用。
ゴムゴムの鷹スタンプ（ホークスタンプ）
覇気を纏い硬化した足で放つ「ゴムゴムのJETスタンプ」の強化版。「ホールケーキアイランド編」対カタクリ戦で初使用。
ゴムゴムのJETバズーカ
高速で掌底を放つ「ゴムゴムのバズーカ」の強化版。ブルーノの最強の鉄塊「剛」を打ち破る威力。「エニエス・ロビー編」で初使用。
ゴムゴムの鷲バズーカ（イーグルバズーカ）
覇気を纏い硬化した両腕で放つ「ゴムゴムのJETバズーカ」の強化版。「ドレスローザ編」で初使用。
ゴムゴムのJET鞭（ジェットウィップ）
高速で足を振り払う「ゴムゴムの鞭」の強化版。「エニエス・ロビー編」で初使用。
ゴムゴムの鷹鞭（ホークウィップ）
覇気を纏い硬化した足で放つ「ゴムゴムのJET鞭」の強化版。「ドレスローザ編」で初使用。
ゴムゴムのJET銃弾（ジェットブレット）
至近距離から高速で放つ「ゴムゴムの銃弾」の強化版。「エニエス・ロビー編」で初使用。
ゴムゴムの火拳銃（レッドホーク）
覇気を纏い硬化した拳で放つ、炎と爆発を伴った「ゴムゴムのJET銃弾」の強化版。「魚人島編」で初使用。
ゴムゴムのJETロケット
高速で突撃する「ゴムゴムのロケット」の強化版。「スリラーバーク編」で初使用。
ゴムゴムのJET攻城砲（ジェットキャノン）
「ゴムゴムの攻城砲」の強化版。「シャボンディ諸島編」で、ゾロ・サンジとの合体技として初使用。
ゴムゴムのJET身代り（ジェットみがわり）
高速で行う「ゴムゴムの身代り」の強化版。対ミホーク戦で使用。
ゴムゴムのJETハンマー
足で相手を掴んで高速で振り落す「ゴムゴムの大槌」の強化版。「魚人島編」で初使用。
ゴムゴムのJET鉾頭棒（ジェットメイス）
掴んだ相手を両足で蹴り飛ばす。「パンクハザード編」で初使用。　
ゴムゴムのJET槍（ジェットスピア）
足裏を合わせた両足を高速で足元に突く「ゴムゴムの槍」の強化版。「パンクハザード編」で初使用。
ゴムゴムの鷹ライフル（ホークライフル）
覇気を纏い硬化した拳で放つ「ゴムゴムの回転弾」の強化版。「ドレスローザ編」で初使用。

##### アニメオリジナル（ギア2）
ゴムゴムのJET回転弾（ジェットライフル）
アニメオリジナル。「ゴムゴムの回転弾」の強化版。対ブルーノ戦で使用。
ゴムゴムのJETミサイル
アニメオリジナル。攻撃用の「ゴムゴムのロケット」。対ブルーノ戦で使用。
ゴムゴムのJET斧（ジェットアックス）
アニメオリジナル。「ゴムゴムの戦斧」の強化版。対ルッチ戦で使用。
ゴムゴムの鷹斧（ホークアックス）
アニメオリジナル。覇気を纏い硬化した足で放つ「ゴムゴムのJET斧」の強化版。対藤虎戦で使用。
ゴムゴムのJET槍（ジェットランス）
アニメオリジナル。「ゴムゴムの槍」の強化版。後に原作で登場した「ゴムゴムのJET槍」とは「槍」の読みが違う。対ラルゴ戦で使用。
ゴムゴムのジャイアントJET槍（ジェットランス）
アニメオリジナル。小さくなったリリーがルフィの中で大きくなる事で巨大化した状態で打つ「ゴムゴムのJET槍」。対シューゾ戦で使用。
ゴムゴムのJETスタンプガトリング
アニメオリジナル。「ゴムゴムのスタンプガトリング」の強化版。対チンジャオ戦で使用。
ゴムゴムの鷹銃弾（ホークブレット）
アニメオリジナル。覇気を纏い硬化した拳で放つ「ゴムゴムのJET銃弾」の強化版。対藤虎戦で使用。
ゴムゴムの鷹ツイン銃（ホークツインピストル）
アニメオリジナル。覇気を纏い硬化した両拳で放つ「ゴムゴムのツインJET銃」の強化版。「ホールケーキアイランド編」対カタクリ戦で使用。

#### ギア3（サード）
親指を噛んでそこから骨に空気を吹き込み、骨を膨らませて体の一部を巨大化する「骨風船」を駆使する戦闘法。巨大化した手足は分厚い鋼鉄の扉や軍艦をも一撃で破壊するなど、巨人族さながらのパワーを発揮する。技名は「ゴムゴムの巨人の（ギガント） - 」になり、「ギア2」同様に一部の技は英語読みになる。「骨風船」は銃弾を弾き返すほど硬く、発動後はある程度の時間、自由に膨らませる部位を移動可能。
「ギア2」のような肉体への負担はないが、極端に大型化した体格ゆえにスピードが落ちてしまう。また発動後は副作用として、骨風船を使った時間とほぼ同じ時間体が縮んで小さくなり（ほぼ2等身）、戦闘能力が極端に低下してしまう。新世界編では、使用後の副作用が無くなり、海中でもパワーが失われないレベルに強化されている。
ゴムゴムの巨人の銃（ギガントピストル）
「骨風船」で巨大化した腕から放つ「ゴムゴムの銃」の強化版。「エニエス・ロビー編」で初使用。
ゴムゴムの象銃（エレファント・ガン）
「武装色の覇気」を纏い硬化した腕で放つ「ゴムゴムの巨人の銃」の強化版。「魚人島編」で初使用。
ゴムゴムの象銃乱打（エレファント・ガトリング）
両腕で「ゴムゴムの象銃」を連打する。「魚人島編」で初使用。
ゴムゴムの雷将象銃（トールエレファント・ガン）
上空から降り降ろす「ゴムゴムの象銃」の強化版。「ドレスローザ編」で初使用。
ゴムゴムの怪鳥銃（ロックガン）
「武装色の覇気」と「覇王色の覇気」を纏った腕で放つ「ゴムゴムの巨人の銃」の強化版。対カイドウ戦で初使用。
ゴムゴムの怪鳥銃乱打（ロックガトリング）
両腕で「ゴムゴムの怪鳥銃」を連打する。対カイドウ戦で初使用。
ゴムゴムの巨人の斧（ギガントアックス）
巨大化した足を振り下ろす「ゴムゴムの戦斧」の強化版。「エニエス・ロビー編」で初使用。
ゴムゴムの巨人の雷斧（ギガントトールアックス）
落雷を身体に受け帯電した状態で放つ「ゴムゴムの巨人の斧」の強化版。劇場版『STRONG WORLD』・対シキ戦で使用。
ゴムゴムの巨人の鞭（ギガントウィップ）
巨大化した足を振り払う「ゴムゴムの鞭」の強化版。「エニエス・ロビー編」で初使用。
ゴムゴムの象鞭（エレファント・ウィップ）
「武装色の覇気」を纏い硬化した足を振り払う「ゴムゴムの巨人の鞭」の強化版。「エルバフ編」で初使用。
ゴムゴムの巨人のバズーカ（ギガントバズーカ）
巨大化した両腕から掌底を放つ「ゴムゴムのバズーカ」の強化版。「スリラーバーク編」で初使用。
ゴムゴムの灰熊銃（グリズリー・マグナム）
覇気を纏い硬化した両腕で放つ「ゴムゴムの巨人のバズーカ」の強化版。「パンクハザード編」で初使用。
ゴムゴムの灰熊コークスクリュー銃（グリズリーコークスクリューマグナム）
アニメオリジナル。回転させた腕から放つ「ゴムゴムの灰熊銃」の強化版。「ホールケーキアイランド編」対カタクリ戦で使用。
ゴムゴムの巨人の回転弾（ギガントライフル）
巨大化した腕から放つ「ゴムゴムの回転弾」の強化版。「シャボンディ諸島編」で初使用。
ゴムゴムの巨人のスタンプ（ギガントスタンプ）
巨大化した足から蹴りを放つ「ゴムゴムのスタンプ」の強化版。「インペルダウン編」で初使用。
ゴムゴムの巨人の風船（ギガントフーセン）
巨大化した胴体で相手の攻撃を防ぐ「ゴムゴムの風船」の強化版。対センゴク戦で使用。
ゴムゴムの巨人のつっぱり（ギガントつっぱり）
巨大化した手から放つ「ゴムゴムのつっぱり」の強化版。対浦島戦で使用。
ゴムゴムの業火拳銃（レッドロック）
高度の「武装色の覇気」と炎を纏い、巨大化した腕で放つ「ゴムゴムの火拳銃」の強化版。技名は怪鳥ロックに由来する。対カイドウ戦で使用。
ゴムゴムの腕風船（うでふうせん）
腕を膨らませて相手を攻撃する。「エルバフ編」で初使用。
ゴムゴムの巨人のハエたたき（ギガントハエたたき）
アニメオリジナル。『トリコ』とのコラボレーションスペシャルで使用。

#### ギア2+ギア3
「ギア2」状態で「ギア3」を重ね掛けした戦闘方法。体への負担は非常に大きく、使用後は「ギア3」の体が縮む副作用に加えて、数日間動けないほどの反動がある。
ゴムゴムの巨人のJET砲弾（ギガントジェットシェル)
「ギア2」状態で「ギア3」を重ね掛けし、巨大化した身体で超速突進する。対モリア戦で使用され、決め技となった。

#### ギア4（フォース）
ルスカイナでの2年間の修業中、巨大な猛獣達をねじ伏せるために編み出した戦闘方法。「武装色の覇気」で硬化した腕に空気を吹き込み膨らませる「筋肉風船」を駆使し、「武装色の覇気」で皮膚を固めてゴムの張力を何倍もの力に引き上げる。体に「武装色の覇気」を纏ったままゴムの特性も持っており、今までの弱点であった斬撃への耐性を得ている。体から常時吹き出る蒸気を羽衣のように纏っており、ゴムの弾力で常に弾んでまともに立つこともできない。弾む時は「ゴイン、ゴイン」という擬音を発する。
非常に高い戦闘力を誇るが、覇気を使いすぎるため、わずかな時間しかもたない。時間切れになると急激に空気が抜けて普段の姿に戻り、約10分間は覇気が使用できなくなるという弱点がある（ただし体を動かすことはできる）。この弱点は修業時代の頃よりレイリーに見抜かれており、他の方法を考えるよう指摘を受けている。エルバフ編では、腕等の体の一部分だけを「ギア4」化させること負担を減らすことに成功している。
状況に応じて体型や戦い方を変えており、作中では以下の3つの形態が登場している。また、持続時間中は別の形態に変化させることも出来る。

##### 弾む男（バウンドマン）
体を4m級に巨体化し、全身に纏った「武装色の覇気」が黒い紋様のようになって仁王像を思わせる姿になる形態。「ドレスローザ編」の対ドフラミンゴ戦で初使用。拳・足・頭などを体にめり込むまで収縮させることで、通常時を遥かに上回る威力の技を繰り出すことができる。その弾力で、六式の「月歩」のように空を飛ぶことが可能。技名は「ゴムゴムの○○（動物名） - 」になり、「ギア2」「ギア3」同様に一部の技は英語読みになる。
ゴムゴムの猿王銃（コングガン）
拳を腕の中に収まるまで収縮させ、相手に接近して当たった瞬間に拳を撃ち出して放つ「ゴムゴムの銃弾」の強化版。「ドレスローザ編」で初使用。ドフラミンゴをドレスローザの王宮から中心街まで吹き飛ばすほどの威力。
ゴムゴムの大猿王銃（キングコングガン）
腕の筋肉に空気を送り込み、さらに巨大化させた「ゴムゴムの猿王銃」の強化版。「ドレスローザ編」で初使用。上空からドフラミンゴを打ち落とし、地盤を大きく真っ二つに割るほどの威力を誇る。
ゴムゴムの覇猿王銃（オーバーコングガン）
「覇王色の覇気」を纏った「ゴムゴムの大猿王銃」の強化版。対カイドウ戦で初使用。
ゴムゴムの大大大猿王銃（キングキングキングコングガン）
限界まで腕を膨らませた「ゴムゴムの大猿王銃」の強化版。劇場版『STAMPEDE』・対バレット戦で使用。
ゴムゴムの大猿王・銃乱打（キングコング・ガトリング）
巨大化させた腕から放つ「ゴムゴムの銃乱打」。劇場版『STAMPEDE』・対バレット戦で使用。
ゴムゴムの猿王群鴉砲（コングオルガン）
収縮させた腕を、連続で放つ「ゴムゴムの猿王銃」の強化版。「ホールケーキアイランド編」で初使用。放射状に放つ「ゴムゴムの銃乱打」とは異なり、何本にも分身したように見える腕は横一列に並んで放たれる。
ゴムゴムの猿王回転弾（コングライフル）
収縮させた拳を回転させながら放つ「ゴムゴムの回転弾」の強化版。対カイドウ戦で使用。
ゴムゴムの猿王銃乱打（コングガトリング）
「ゴムゴムの猿王銃」を連打する。対カイドウ戦で使用。
ゴムゴムの犀榴弾砲（リノシュナイダー）
収縮した両足を撃ち出しドロップキックを放つ。「ドレスローザ編」で初使用。
ゴムゴムの大蛇砲（カルヴァリン）
収縮した腕を撃ち出す「ゴムゴムの銃」の強化版。ルフィは伸ばした腕を「大蛇（パイソン）」と呼んでおり、「武装色の覇気」でゴムの伸縮をコントロールすることで軌道を変えることができ、腕を縮ませずに相手を追撃できる。「ドレスローザ編」で初使用。
アニメでは、原作よりも伸びる腕が長く描かれている。
ゴムゴムのダブル大蛇砲（ダブルカルヴァリン）
両腕で放つ「ゴムゴムの大蛇砲」の強化版。「ドレスローザ編」で初使用。
ゴムゴムの獅子・バズーカ（レオ・バズーカ）
収縮した両腕を撃ち出して掌底を放つ「ゴムゴムのバズーカ」の強化版。「ドレスローザ編」で初使用。
ゴムゴムの獅子王バズーカ（レオ・レックスバズーカ）
反発力を溜め、筋肉を膨らませた両腕で掌底を放つ「ゴムゴムの獅子・バズーカ」の強化版。劇場版『GOLD』・対テゾーロ戦で使用。

##### タンクマン
胴体を極端に膨らませた別形態。対クラッカー戦で、食べ物を限界まで食べた「満腹バージョン」として初使用。筋肉風船と「武装色の覇気」を胴体に集中させており、硬さと軟らかさを併せ持った腹部で、相手を剣などの武器による攻撃ごと呑み込むことができる。食べ物によるエネルギーを大量に消費するため、使用後は満腹で巨体化した体が縮んでいき、短時間で元の痩せた姿に戻る。
ゴムゴムのキャノンボール
相手を腹に呑み込み、反動を利用して凄まじい速度で弾き飛ばす「ゴムゴムの風船」の強化版。対クラッカー戦で使用。

##### スネイクマン
覇気を手足に集中させた細身の形態。対カタクリ戦で初使用。技のスピードが大幅にアップし、「大蛇（パイソン）」により伸ばした腕をそこから更に伸ばして加速させることができる。腕を伸ばす方向を変えることで360度あらゆる方向からの攻撃が可能になり、攻撃を避けられても腕を回り込ませて別方向から再攻撃することができるが、カイドウ曰く「ゴムの性質上ありえない」技だという。技名は「ゴムゴムの○○（蛇名） - 」になり、「ギア2」「ギア3」同様に一部の技は英語読みになる。
アニメ870話では、腕から吹き出た蒸気が無数の蛇の形をしてルフィの体に纏わりつき、そこから「スネイクマン」の形態に変化する演出が追加された。
ゴムゴムのJET大蛇砲（ジェットカルヴァリン）
さらに加速させた「ゴムゴムの大蛇砲」の強化版。対カタクリ戦で初使用。軌道を変更して再伸長する際、伸びの速度が増している。
ゴムゴムの黒い蛇群（ブラックマンバ）
「ゴムゴムのJET大蛇砲」を速度はそのままに四方八方から相手に両腕で連打する。対カタクリ戦で初使用。
ゴムゴムの九頭蛇（ヒュドラ）
「覇王色の覇気」を纏った「ゴムゴムのJET大蛇砲」を四方八方から両腕で連打する。弾き返されても軌道を曲げて何度でも攻撃できる。対カイドウ戦で初使用。
ゴムゴムの王蛇（キング・コブラ）
自身の後方を迂回させた腕を加速し、大型化した拳で相手に殴りかかる。対カタクリ戦で初使用。発動時には五指を握らず蛇の顎のように開いて繰り出している。
アニメでは、腕が黄金のキングコブラに変化する演出が追加されている。

#### ギア5（フィフス）
カイドウ戦で、「声」が消えるほどの致命傷を負ったルフィが「ゴムゴムの実」の正体である動物系幻獣種の悪魔の実「ヒトヒトの実 モデル"ニカ"」への覚醒によって達した新たな境地。本人曰く「おれの最高地点」「自由になった姿」。髪や服が白くなり、髪は炎のように逆巻いて目や眉は渦巻き状に変化し、「ギア4」同様に体から常時吹き出る蒸気を羽衣のように纏った姿になる。この状態ではルフィの心は楽しい感情で満たされ、戦闘中でも常時笑うようになる。心臓の鼓動を上げて「解放のドラム」のリズムにすることで発動することが出来る。ワノ国編ではその場での思い付きの技名が多かったが、エッグヘッド編以降は「ゴムゴムの白い（ドーン） - 」の名称が増えた。
獣型のカイドウを振り回す程の「腕力」を得るだけでなく、「武装色の覇気」「覇王色の覇気」を自在に纏い空想のままに「自由」な戦いができるようになる。超人系の覚醒のように自身以外の存在を生物・物質を問わずゴム化させることができ、地面を引っ張り壁のようにして相手の攻撃を跳ね返す、トランポリンのように跳ね上がる、雷を手で掴むといったことが可能。また、「ギア3」「ギア4」と違い空気を入れずとも肉体を自在に巨大化させたり、両足を高速回転させることで空中を跳び上がるように移動したり、頭にある「空想の入り口」からゴーグルやバット等の道具を作り出すこともできる。耐久力もカイドウの強烈な一撃に耐えうるまでに向上するが、斬撃が弱点であることは変わっていない。一方で体力の消耗も凄まじく、一度解除されるとまともに動けない程に疲労が溜まり、顔は老人のように皺だらけになる。
ゴムゴムの風船（ふうせん）
空気を大きく吸って腹部を膨らませるのはこれまでと同様だが、自身を飲み込んだ者の胴体もゴム化させ浮き上がらせることができる。対カイドウ戦で使用。
ゴムゴムの白い風船（ドーンバルーン）
大きく膨らませた腹部に敵を押し込み、味方の攻撃を背中側から受けることで反発力を溜め、相手を空の彼方に吹き飛ばす「ゴムゴムの風船」の強化版。対マーズ聖戦で使用。
ゴムゴムの脱出ロケット（だっしゅつロケット）
その場から脱出するための「ゴムゴムのロケット」。作中ではカイドウに飲み込まれた際、体内から目をゴム化させて伸ばし鼻に手を掛け、口から脱出した。対カイドウ戦で使用。
ゴムゴムの巨人（ギガント）
獣型のカイドウを手で掴めるほどに肉体を巨大化させる。対カイドウ戦で使用。
ゴムゴムの縄飛び（なわとび）
「ゴムゴムの巨人」状態で相手を掴み、縄跳びのごとく上下に激しく振り回す。対カイドウ戦で使用。
ゴムゴムの白い万力（ドーンシンバル）
「ゴムゴムの巨人」状態でさらに両腕を巨大化し、相手を手で挟み込んで叩き潰す。潰された相手はピザ生地のように薄くなり、ルフィは相手をピザ回しのように回転させて遠方へ投げ飛ばす。「エッグヘッド編」で初使用。
ゴムゴムのお返し（おかえし）
アニメオリジナル。ゴム化したことで相手の攻撃によって自分に向かって伸びてきた地面を掴み、そのまま相手に投げ返す。対カイドウ戦で使用。
ゴムゴムの…
作中でまだルフィが名前を付けていない技。相手の攻撃を受けて縦に潰れた体が元に戻る勢いを利用してカウントダウンと共に飛び上がり、腕や体を回転させながら「武装色の覇気」と「覇王色の覇気」を纏った拳を相手に叩き込む。当たった箇所はゴム化により大きく拳がめり込む。対カイドウ戦で使用。
ゴムゴムの雷（かみなり）
上空の雷雲からの落雷を掴み、相手に槍のように投げ飛ばす。対カイドウ戦で使用。
ゴムゴムの白い銃（ドーンピストル）
腕を勢いよく伸ばし、「覇王色の覇気」を纏った拳を叩きつける「ゴムゴムの銃」の強化版。当たった箇所はゴム化で拳が減り込む。「エルバフ編」で初使用。
ゴムゴムのモグラ銃（モグラピストル）
ゴム化した地面を殴り、相手を地中から殴りつける。「エッグヘッド編」で初使用。
ゴムゴムの白い銃乱打（ドーンガトリング）
両腕の腕力を強化し、「武装色の覇気」を纏った両拳で連打する「ゴムゴムの銃乱打」の強化版。「エッグヘッド編」で初使用。
ゴムゴムの白星銃（スターガン）
片腕の腕力を強化し、竜巻のように高速回転しながら「武装色の覇気」と「覇王色の覇気」を纏った拳を相手に叩き込む。当たった箇所はゴム化で拳が減り込み、星のようなエフェクトが飛び散る。「エッグヘッド編」で初使用。黄猿を一時的に戦闘不能にするほどの威力を持つ。
ゴムゴムの猿神銃（バジュラングガン）
鬼ヶ島全土を撃ち抜けるほどの大きさにまで巨大化させた腕に「武装色の覇気」と「覇王色の覇気」を纏わせ、収縮させた拳を撃ち出して放つ「ゴムゴムの猿王銃」の強化版。対カイドウ戦で使用。「火龍大炬」状態のカイドウをワノ国上空から地中深くのマグマ溜まりまで叩き落すほどの絶大な威力を誇る。
ゴムゴムの白い鞭（ドーンウィップ）
全身を何重にも回転させた際の遠心力で相手を蹴り飛ばす「ゴムゴムの鞭」の強化版。「エッグヘッド編」で初使用。強力だが、あまりの回転力により地中をドリルのように掘り進んで無防備になる弱点がある。
ゴムゴムの白いロケット（ドーンロケット）
ゴム化した建造物をパチンコのような発射台にし、髪から作ったゴーグルを装着して狙いを定め、自身を猛スピードで発射して拳を叩きつける「ゴムゴムのロケット」の強化版。「エッグヘッド編」で初使用。
ゴムゴムの白いスタンプ（ドーンスタンプ）
「武装色の覇気」を纏った足を勢いよく伸ばし、多数の相手を同時に踏み抜く「ゴムゴムのスタンプ」の強化版。「エッグヘッド編」で初使用。

### 連携技
空軍（アルメ・ド・レール）ゴムシュート
サンジの足を伸ばした手で掴み、蹴る勢い・ゴムの反動を利用して敵に体当たりする。「ドラム島編」で初使用。
ゴムゴムの龍肩肉巻きムチシュート（ゴムゴムのたつエポールまきムチシュート）
ルフィの「ゴムゴムの鞭」、ゾロの「龍巻き」、サンジの「肩肉シュート」の同時攻撃。対サンドラオオトカゲ戦で使用。
肩肉ゴムゴムの象黒縄・大龍巻鞭ストライク（エポールゴムゴムのエレファントこくじょう・おおたつまきウィップストライク）
ルフィの「ゴムゴムの象鞭」、ゾロの「黒縄・大龍巻」、サンジの「魔神風脚 肩肉ストライク」の同時攻撃。対イスカット戦で使用。
ゴムゴムの三百煩悩攻城砲（さんびゃくポンドキャノン）
ルフィの「ゴムゴムの攻城砲」とゾロの「百八煩悩鳳」の同時攻撃。対アクアラグナ戦で使用。
6億B・JACK POT（ろくおくベル・ジャックポット）
ルフィ・ゾロ・サンジ・ロビン・フランキーの五人による同時攻撃。対ゾンビ軍団戦で初使用。
ゴムゴムの悪魔風羊肉JET六百煩悩攻城砲（ゴムゴムのディアブルムートンジェットろっぴゃくポンドキャノン）
ルフィの「ゴムゴムのJET攻城砲」、ゾロの「百八煩悩鳳」、サンジの「悪魔風脚 羊肉ショット」の同時攻撃。対PX.4戦で使用。
ゴムゴムのトンカチ回転弾（ライフル）
手をMr.3のキャンドルロックで固めた状態で放つ「ゴムゴムの回転弾」。対獄卒獣戦で使用。
ゴムゴムのチャンピオン回転弾（ライフル）
「ゴムゴムのトンカチ回転弾」同様に手をMr.3のロウで固めているが、ロウの形がボクシンググローブの様になっており、足にもボクシングシューズ形の物を装着している。対マゼラン戦で使用。毒人間のマゼランに直接打撃を与えるためにルフィが考案。
アニメではさらに「ゴムゴムのチャンピオンバズーカ」「ゴムゴムのチャンピオン銃乱打（ガトリング）」「ゴムゴムのチャンピオンスタンプ」も使用。
ゴムゴムのヘビースタンプ
ルフィの「ゴムゴムのスタンプ」とチョッパーの「重量コング」の同時攻撃。対百獣海賊団戦で使用。
解放のニカパンチ
「歪んだ未来」でニカに変身したボニーとの合体技。ルフィは拳を連打し、ボニーは思いを乗せた一撃を放つ。対サターン聖戦で使用。
ゴムゴムの釘パンチ、ゴムゴムのレッグナイフ
アニメオリジナル。『トリコ』とのコラボレーションスペシャルで使用。同作品の主人公・トリコとの合体技で、自身を発射台にして彼を押し飛ばす。

### 覇気
超新星編では、「覇王色の覇気」を無意識に発動することしかできなかった。新世界編では覇王色を自らの意思で発動可能になり、武装色・見聞色も習得している。ホールケーキアイランド編のカタクリとの戦いで、彼と同じく見聞色で少し先の未来を見ることができるようになる。ワノ国編の兎丼の修行で、内部破壊を可能にする武装色の高度な技術を会得し、カイドウとの戦いで覇王色を纏う技術を会得する。得意な色は覇王色。レイリーによると、見聞色は特に「生物の感情を感じ取る力」に長けているという。

### ナイトメア・ルフィ
「スリラーバーク編」で登場。100人分の影を入れられてパワーアップした姿。通常時とは性格・喋り方が変化し、皮膚が水色の大男（ナミとウソップをそれぞれ片手に収めるほど）になり、背中に刀を背負っている。語尾に「～だぜ」と付ける。
ルフィを除く麦わらの一味全員が苦戦していたオーズを軽々と圧倒する戦闘能力を誇り、オーズの巨体を投げ飛ばすほどの怪力を持つ。技の名称は変わらないが威力は桁違いで、その巨体からは想像出来ない移動速度を発揮する。また、入れられた影の戦闘技能も使用可能で、剣術も使用した。ただし影の特性上10分間しか維持不可能な欠点があり、100人分の戦闘能力を1人の身体で発揮するため、身体への負担も非常に大きい。

## プロフィール
- 所属：麦わらの一味船長、麦わら大船団大頭（ドレスローザ編以後）
- 懸賞金：3000万ベリー→1億ベリー→3億ベリー→4億ベリー→5億ベリー→15億ベリー→30億ベリー
- 出身地：東の海 ドーン島 ゴア王国 フーシャ村
- 年齢：17歳[22]→19歳
- 誕生日：5月5日[23]
- 身長：91cm（7歳時）[24]→172cm（超新星編）[25]→174cm（新世界編）[26]
- 星座：おうし座[26]
- 血液型：F型
- 趣味：冒険、宴[27]
- 入浴頻度：週に1回[28]
- 就寝・起床時間：眠くなった時 - 目が覚めた時（睡眠5時間くらい）[29]
- 食事関連
  - 好きな食べ物：肉全般[6]、ワニ肉（7歳時）[24]
  - 嫌いな食べ物：ある店のチェリーパイ（何となく）[30]
  - 得意料理：生肉のお皿のせ[17]
  - 氷：食べる[31]
  - 目玉焼きの好み：片面・ほぼ生、マヨネーズ[32]
  - ワノ国の好物：おでん[33]
  - 一味内での酒の強さランキング：9位[8]
- イメージ関連
  - イメージ動物：サル[34]
  - イメージナンバー：01、56（ゴム）[35]
  - イメージカラー：    赤[35]
  - ニオイ（チョッパー談）：肉のニオイ[35]
  - 家族に例えると：四男[36]
  - イメージ花：コスモス[37]、ヒマワリ[38]
  - イメージ国：ブラジル[39]
  - 都道府県に例えると：沖縄県[40]
  - 職業に就いていたとしたら：消防士[41]
- 人気投票順位：1位（第1回 - 第7回）[42]

## キャスト
声優
- 田中真弓（テレビアニメ版、実写ドラマ版・吹替）
- 高乃麗（OVA『倒せ！海賊ギャンザック』）

俳優
- 市川猿之助 (4代目)（『スーパー歌舞伎II ワンピース』2015年 - 2017年〈通常公演〉、2018年〈Wキャスト〉）
- 尾上右近 (2代目)（『スーパー歌舞伎II ワンピース』2017年〈麦わらの挑戦〉、2018年〈Wキャスト〉）
- 斎藤工（IndeedコラボCM、2018年）
- イニャキ・ゴドイ（実写ドラマ版）
- コルトン・オソリオ（実写ドラマ版・幼少時代）

アイスショー
- 宇野昌磨（ONE PIECE ON ICE（ワンピース・オン・アイス）〜エピソード・オブ・アラバスタ〜）

日本国外版での声優
- 英語
  - エリカ・シュローダー（4キッズ版）
  - コリーン・クリンケンビアード（ファニメーション版）

尾田は読み切りの時からアニメ化したらルフィの声優は田中真弓がいいと考えていたようで、その意向を伝えていなかったのにルフィ役のオーディションに田中が参加していた時は驚いたという。

## その他
尾田の中で一番作りこまずに、自然に描けたキャラクターがルフィである（長い時間でも付き合える人物を主人公に持ってこなければいけないため）。しかし作りこまなかった分本当の姿も模索していた。作者が初めてルフィの本当の姿に気付いたのはウソップ編になってから。ウソップがクラハドールを殴って、その後に子供たちと一緒になって「ばーか!」と言ったとき、「あ、ルフィって子供なんだ」と気付いた。それまでは17歳の冒険好きの少年という設定が頭の中にあり、理屈でゴチャゴチャとキャラクターを考えていたが、ルフィは自分の理想の子供を描けばいいんだと気付いてからは、ルフィは勝手に動き、喋り、笑い、怒るようになっていったという。
ルフィの心理を描写するモノローグ（心の声）は一切使用されていない。これは尾田のポリシーとして、ルフィが読者に対して常にストレートな男である為に「考えるくらいなら口に出す・行動に移す」ということを徹底させてあるからである。
過去7回行われた人気投票において全て1位に輝いている。
2010年1月号の『MEN'S NON-NO』の表紙を創刊以来初となる漫画キャラクターとして飾った。2010年8月号の『日経エンタテインメント!』では、02年1月号の『千と千尋の神隠し』以来となるアニメキャラクターとして表紙を飾った。
2018年11月30日、2016年の熊本地震の復興支援に協力した作者への感謝として、作者の地元である熊本県の熊本県庁前広場（熊本市中央区）に等身大のルフィの銅像が設置された。

### 他作品への出演
CROSS EPOCH
ドラゴンボールとのコラボ漫画。世界を旅する冒険家として登場。孫悟空から借りた筋斗雲をかなり気に入っている。途中に現れたピラッパギー一味をゴムゴムのバズーカ（とかめはめ波の合わせ技）で一瞬で退けている。
トリコ×ONE PIECE×ドラゴンボールZ 超コラボスペシャル!!
ドラゴンボール、トリコとのコラボアニメ。悟空やトリコらと協力してアカミィを倒した。
ゴムゴムの男
「世にも奇妙な物語25周年スペシャル・春～人気漫画家共演編～」中の短編「ゴムゴムの男」で登場する。
はに丸ジャーナル（NHK）
はに丸とルフィの声優が同じ田中であることから、シックスパックを持つキャラクターの1つとしてルフィが登場したり、はに丸がルフィのモノマネをする、はに丸がクレーンゲームでルフィのフィギュアをとろうとする、はに丸がルフィを友達であると発言するなど、所々で登場する。
ちびまる子ちゃん
アニメ「ONE PIECE」1000話達成記念で2021年11月14日放送の次回予告に声のみ出演。
外部出演ゲーム作品
- ジャンプスーパースターズ
- バトルスタジアム D.O.N
- ジャンプアルティメットスターズ
- ジェイスターズ ビクトリーバーサス
- JUMP FORCE
- 荒野行動
- モンスターストライク
- パズル&ドラゴンズ
- グランブルーファンタジー